# Escola la Seda
L'Escola la Seda és un edifici noucentista del municipi del Prat de Llobregat (Baix Llobregat) inclòs en l'Inventari del Patrimoni Arquitectònic de Catalunya.

## Descripció
És un edifici de planta rectangular de tres pisos d'alçada, el més baix dels quals és de planta baixa a la banda del pati (dues façanes) i soterrani a la part de l'entrada principal. La simplicitat i la racionalitat de construcció, de planta simple i grans finestres a quatre vents per a obtenir una bona il·luminació natural a les classes, es va temperar amb el disseny de les obertures, una mica retardatari, com mirant al modernisme i, amb la solució de la teulada, amb falses golfes i un ample ràfec amb rajoles de ceràmica a la part de sota. Tot això li dona una certa aparença de «casa de nines» destinada a associar l'edifici amb la infància.

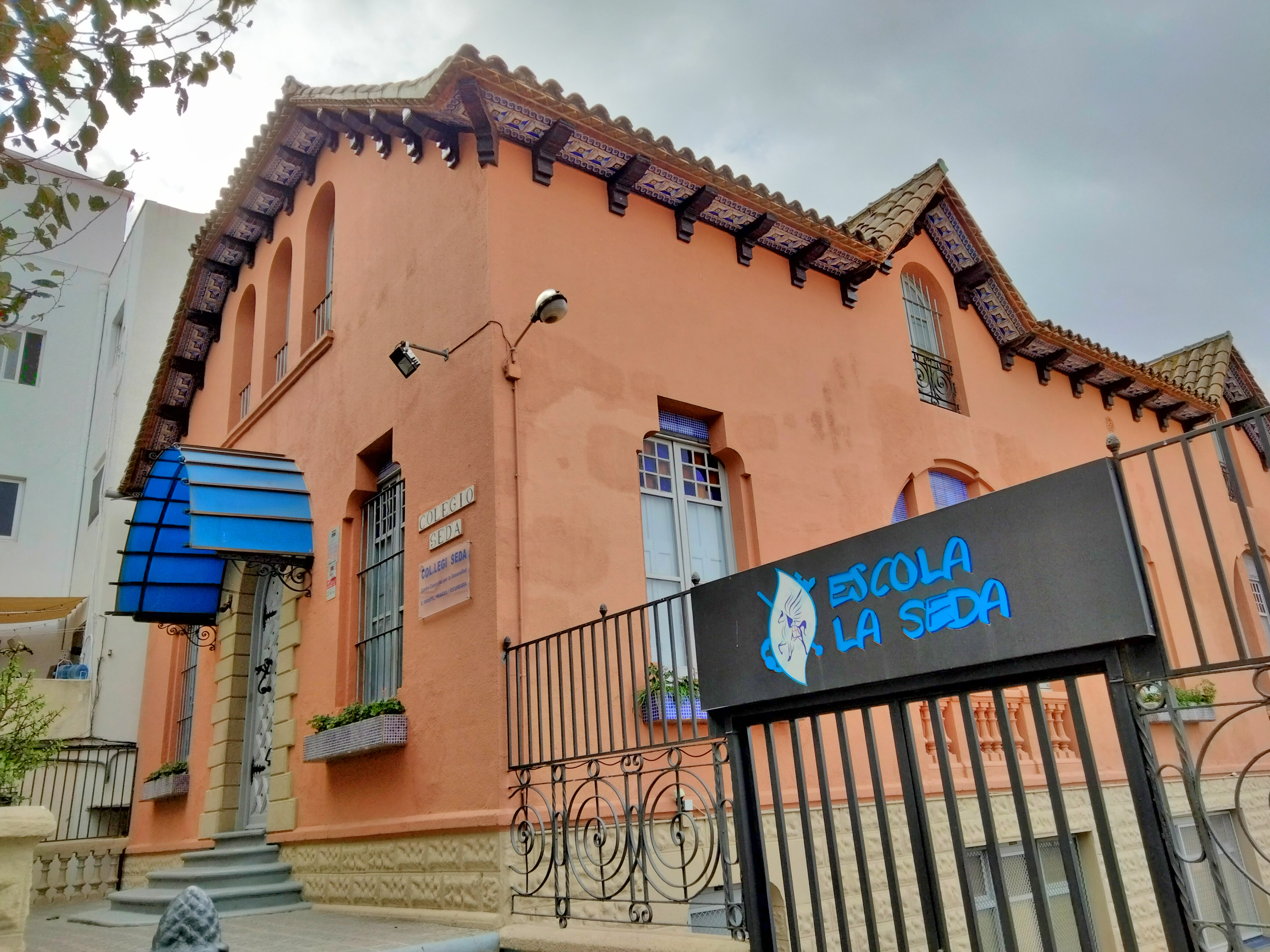
Façana nord-est, amb el portal d'entrada

L'estat de conservació és satisfactori fins i tot amb detalls de fàcil degradació o eliminació com la marquesina de vidre i la forja de la porta principal, els estucs o les baranes de pedra artificial.

## Història
El municipi del Prat de Llobregat va arribar molt tard al procés d'industrialització, cartenia un sèctor agrícola important i puixant. Fins al 1923 no s'hi instal·là la primera gran empresa, la segona va ser la Seda el 1925. Aquesta última amb la finalitat de millorar les condicions per als treballadors als que calia desplaçar-se fins al Prat en un temps en què l'única via de comunicació regular era el ferrocarril, va construir l'escola que encara porta el seu nom.